# Margaret Sanger
Margaret Higgins Sanger ou Margaret Louise Higgins (Corning, 14 de setembro de 1879 – 6 de setembro de 1966) foi uma enfermeira, sexóloga, escritora e ativista do controle de natalidade norte-americana, cujas ações acenderam debates sobre possíveis consequências eugenistas do uso inapropriado desta prática. 
Sanger foi a responsável pela popularização do termo "birth control" (controle de natalidade, em português) nos Estados Unidos, abrindo o primeiro centro de planejamento de natalidade no país, e outros estabelecimentos ligados à organização Planned Parenthood Federation of America.
Em 1914, Sanger foi processada pelos Estados Unidos, sob às leis do Ato Federal Comstock, de 1873. As leis do Ato Comstock proibiam a circulação, venda e produção de toda literatura com qualquer tipo de conteúdo sexual, erótico ou informações e ativismo sobre controle de natalidade, seja sobre contraceptivos ou aborto. Com medo do que poderia acontecer, Sanger se refugiou nos países britânicos até que fosse seguro retornar aos Estados Unidos.
Por sua ligação à organização Federação de Paternidade Planejada da América, Sanger foi, e ainda é, alvo frequente dos críticos do aborto. Entretanto, o Planned Parenthood Federation of America passou a realizar abortos apenas em 1970, quatro anos após sua morte. A ONG, fundada em 1916, funciona até hoje, e é responsável por metade dos abortos legais nos Estados Unidos, além de globalmente oferecer serviços como educação sexual e controle de natalidade, inclusive no Brasil.
Em 1916, Sanger fundou a primeira clínica de controle de natalidade nos Estados Unidos. Também foi o ano em que foi presa, após entregar um panfleto com informações sobre contraceptivos para um policial à paisana. Sanger usou a oportunidade para se manifestar contrária aos atos de censura impostos pelo Ato Comstock, e sua detenção causou barulho no país. Ao prenderem Sanger, os policiais pilharam a clínica, levando diversos registros médicos confidenciais.[carece de fontes?]
Entre suas intenções com a clínica, estava o desejo de prevenir as mulheres contra clínicas de aborto ilegais, com procedimentos médicos perigosos e duvidosos, que eram normais na época. Apesar de advogar pela causa dos direitos das mulheres e acreditar que o aborto pudesse ser justificado, Sanger era contrária à prática ilegal, acreditando que o procedimento deveria ser evitado por ser perigoso, e em seu lugar a prevenção e contraceptivos tivessem destaque. Em sua concepção, a única cura para o aborto era a prevenção.
Foi presidente da Planned Parenthood, de 1952 a 1959, que tinha sede na Índia, e faleceu em 1966, sendo considerada por muitos como a fundadora do moderno movimento pró-aborto.

## Críticas, eugenismo e elitismo

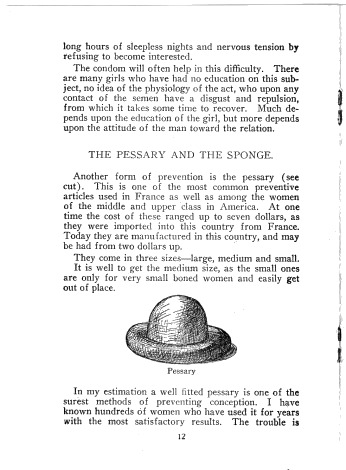
Uma página de Family Limitation, de Margaret Sanger, (1917), descreve um capuz cervical.

Frequentemente, Sanger foi alvo de críticas por suas visões eugenistas e elitistas, por conta disso, a filial de Nova York da organização que ela fundou (PPGNY) anunciou que sua sede, que levava o nome de Sanger, será rebatizada. A retirada do nome da fundadora é: "uma necessidade e uma medida tardia para acertar as contas com nosso legado e reconhecer as contribuições danosas da Planned Parenthood nas comunidades não-brancas”, disse a presidente da PPGNY em um comunicado. “As preocupações e a defesa de Margaret Sanger da saúde reprodutiva são claramente documentadas, mas também o é seu legado racista”.[carece de fontes?]
Mesmo assim, se manteve por anos como uma figura respeitada entre os ativistas de controle de natalidade. Suas visões eugenistas mesclavam perspectivas racializadas ou etnico-raciais com sócio-econômicas e de gênero. Como diria Sandra Harding, "o movimento pelo controle da natalidade, liderado por Margaret Sanger, desempenhou um papel importante e, ao mesmo tempo, infeliz na política eugênica. Mas, na perspectiva das mulheres, significou também a possibilidade de planejar sua vida reprodutiva e, nesse sentido, de controlar de forma sistemática e efetiva as consequências de suas atividades sexuais. Este último significado dificilmente pode ser percebido se a ênfase for colocada apenas nas contribuições femininas para o 'mundo dos homens' " Sanger acreditava que uma família sem condições econômicas para criar um filho não deveria ser permitida de se reproduzir. Dizia que uma família com uma certa condição de vida salarial seria capaz de cuidar melhor de uma ou duas crianças, ao invés de sete ou oito, e que se não reproduzissem, isso geraria uma "raça melhor".
Advocando pelo aperfeiçoamento da raça humana através do controle de natalidade, acreditava que a chegada de muitas crianças no seio de uma família sem condições financeiras significava não só a destruição da saúde da mãe, mas a desmoralização do pai e o atraso das crianças devido às más condições de vida, gerando, assim, pessoas "estúpidas, fracas de espírito, insanos e tipos criminais".
Visando o melhoramento racial de longo prazo, por meio de controle de natalidade, Sanger no seu livro Woman and the New Race, acreditava que o controle de natalidade possibilitaria o crescimento de uma geração mais forte, tanto fisicamente quanto intelectualmente. No entanto, seus críticos apontam ideias com conotações eugênicas nesta sua obra, assim como em outras. Em seu livro Woman and the New Race, ela sugere que: 
"Se quisermos desenvolver na América uma nova raça com uma alma racial, devemos manter a taxa de natalidade dentro do alcance de nossa capacidade de entender, assim como de educar. Não devemos encorajar a reprodução além de nossa capacidade de assimilar nossos números, a fim de tornar a próxima geração em indivíduos fisicamente aptos, mentalmente capazes e socialmente alertas, como é o ideal de uma democracia".
Diante do descontrole reprodutivo das classes sociais e étnicas marginalizadas, Sanger propões uma regulamentação cuidadosa do crescimento populacional, uma vez que, segundo ela, possibilitariam equilibrar a taxa de natalidade com a capacidade da sociedade de atender às necessidades das gerações futuras: "A inteligência de um povo é de desenvolvimento evolutivo lento - fica muito atrás da capacidade reprodutiva. É muito lenta para lidar com as condições criadas por uma população crescente, a menos que esse aumento seja cuidadosamente regulamentado." Isso incluiria, para ela, "libertar a maternidade" (We must set motherhood free), isto é, capacitar as mães, especialmente aquelas que podem estar em situações desfavorecidas ou de diferentes origens culturais, a controlar sua própria maternidade, afim de evitar " todas as coisas que multiplicam os obstáculos raciais" , de modo que "sob tais circunstâncias, podemos esperar que o "caldeirão" refine. Veremos que ele salvará os metais preciosos da cultura racial, fundidos em uma amalgama de perfeição física, força mental e progresso espiritual. Tal raça americana, contendo o melhor de todos os elementos raciais, poderia dar ao mundo uma visão e uma liderança além de nossa imaginação atual".

## Trabalho com a comunidade Afro-Americana no Harlem
Os críticos aos trabalho de Sanger, muitas vezes, acusam seu trabalho de racismo. Isso se deve por em 1929 Sanger ter aberto uma clínica de controle de natalidade no Harlem, voltada à comunidade Afro-Americana, aliado às suas ideias eugenistas. A clínica, no entanto, foi aberta após James H. Hubert, secretário do Urban League de Nova Iorque, ver a necessidade de uma clínica na região, e ter pedido a Sanger para abri-la. Hubert, na época, trabalhava tentando levar direitos básicos de saúde, moradia e emprego à comunidade afro-americana e mestiça do Harlem. A clínica foi aberta em 1930, com médicos e funcionários negros, com auxílio do fundo de investimentos Rosenwald Fund, que investe em empreendimentos de incentivo à educação e saúde para população negra norte-americana.[carece de fontes?]
A clínica era gerida por um conselho formado por médicos, enfermeiras, assistentes sociais e jornalistas negros. A clínica foi divulgada em igrejas com fiéis majoritariamente negros, e recebeu a aprovação de responsáveis por jornais de ativismo negro, como de W. E. B. Du Bois. O trabalho de Sanger com comunidades carentes também foi louvado por Martin Luther King, Jr, em seu discurso de aceitação do prêmio Margaret Sanger Award, em 1966.

## Obras
Livros e panfletos
- What Every Mother Should Know – Originalmente publicado em 1911 ou 1912, baseado numa série de artigos que Sager publicou com 1911 no New York Call. Pode ser lido online, na biblioteca virtual da Universidade de Michigan (1921 edição, Michigan State University)
- Family Limitation – Originalmente publicado em 1914 como um panfleto de 16 páginas. Pode ser lido online, na biblioteca virtual da Universidade de Michigan (1917 edição, Michigan State University); ou online(1920 edição);
- What Every Girl Should Know – Originalmente publicado em 1916. Pode ser lido online, na biblioteca virtual da Universidade de Michigan (1920 edição); Online (1922 ed., Michigan State University)
- The Case for Birth Control: A Supplementary Brief and Statement of Facts – 1917. Online (Internet Archive)
- Woman and the New Race, 1920. Online (Harvard University); Online (Project Gutenberg); Online (Internet Archive); Audio on Archive.org
- Debate on Birth Control – 1921. Online (1921, Michigan State University)
- The Pivot of Civilization, 1922, Brentanos. Online (1922, Project Gutenberg); Online (1922, Google Books)
- Motherhood in Bondage, 1928, Brentanos. Online (Google Books).
- My Fight for Birth Control, 1931, New York: Farrar & Rinehart
- Fight for Birth Control, 1916, New York (The Library of Congress)
- Birth Control A Parent's Problem or Women's?" The Birth Control Review, Mar. 1919, 6–7.

Periódicos
- The Woman Rebel – Sete edições publicadas mensalmente em 1914. Sanger publicava e editava.
- Birth Control Review – Publicado mensalmente de 1917 até 1940. Sanger foi editora até 1929, quando resignou do cargo.

Coleções e antologias
- Sanger, Margaret, The Selected Papers of Margaret Sanger, Volume 1: The Woman Rebel, 1900–1928, Esther Katz, Cathy Moran Hajo, Peter Engelman (eds), University of Illinois Press, 2003
- Sanger, Margaret, The Selected Papers of Margaret Sanger, Volume 2: Birth Control Comes of Age, 1928–1939, Esther Katz, Cathy Moran Hajo, Peter Engelman (eds), University of Illinois Press, 2007
- Sanger, Margaret, The Selected Papers of Margaret Sanger, Volume 3: The Politics of Planned Parenthood, 1939–1966, Esther Katz, Cathy Moran Hajo, Peter Engelman (eds), University of Illinois Press, 2010
- Works by Margaret Sanger at Project Gutenberg
- The Margaret Sanger Papers at Smith College
- The Margaret Sanger Papers Project at New York University

Discursos
- Sanger, Margaret, "The Morality of Birth Control" 1921.
- Sanger, Margaret, "The Children's Era" 1925.
- Sanger, Margaret, "Woman And The Future" 1937.

## Representações e inspirações na cultura
- Na série televisiva estadunidense Boardwalk Empire do canal por assinatura HBO, de Martin Scorsese e Terence Winter, estrelada por Steve Buscemi, Margaret Sanger aparece na primeira temporada, e é retratada como uma das maiores influências para Margaret Schroeder (interpretada por Kelly Macdonald), protagonista da série. Panfletos e livros de Sanger eventualmente também aparecem.
- Sanger também foi uma das inspirações para a construção da personagem Mulher-Maravilha, das histórias em quadrinhos publicadas pela editora estadunidense DC Comics. Seu criador, William Moulton Marston (também conhecido por seu pseudônimo Charles Moulton), foi influenciado pelos livros e pensamentos de Sanger ainda na faculdade, e coincidentemente, conheceu Olive Byrne, que se tornou sua parceira, e era sobrinha de Sanger.[12]